# المسمية (سوريا)
المسمية (كان اسمها قديماً فاينا) بلدة سوريا ومركز ناحية المسمية تتبع إدارياً منطقة الصنمين في محافظة درعا. بلغ عدد سكانها 1,498 نسمة حسب تعداد عام 2004.

## الجغرافيا
تقع المسمية في منطقة اللجاة الصخرية الوعرة في حوران وتبعد عن العاصمة دمشق حوالي 40 كم جنوبا وعن مدينة درعا بحوالي 70كم إلى الشمال الغربي وعن مدينة الصنمين حوالي 20كم وعن خبب 7كم. , وأيضا تقع المسمية على الطريق الروماني القديم، طريق دمشق - بصرى (رصيف العربات) ويلاحظ ذلك جلياً في الجهة الجنوبية من المدينة حيث الرصيف بحالة جيدة مع تصويناته الجانبية وجزيرته الوسطى إضافة لتناثر العديد من كسر وأجزاء المنحوتات والتماثيل الأثرية.

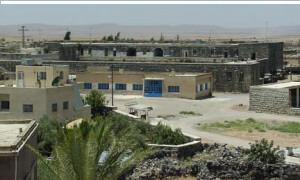
المسمية

## التاريخ
التقديرات تقول انها تأسست في القرن الأول الميلادي وكان اسمها فاينا (phaena) وفي بداية القرن الثاني إلى السابع الميلاديين أطلق عليها اسم أم الزهور.أما تسميتها الحالية (المسمية) فتعني في اللغات القديمة  القرية الأم [بحاجة لمصدر].
المسمية من حيث تكوينها المعماري ووموقعها الجغرافي كانت إحدى المراكز الدفاعية لمدينة بصرى زمن الغساسنة وأثار أبراج المراقبة ما زالت باقية. 
خرج منها أعضاء بلديات ورؤساء مجالس مدن، في زمن اليونان والرومان أيدت ذلك الوثائق اليونانية المدونة عن تاريخ مدن بلاد الشام بحيث تشير الوثائق أن قرى همان وشعارة وخبب (ابيبا) وكريم كلها كانت تتبع المدينة الأم المسمية. تمركزت فيها مفارز عسكرية من الفوج الروماني الثالث الغالي والسادس عشر فلافيا فيرما، وفيها الكثير من الكتابات ذات المحتوى العسكري.
انتشرت فيها المسيحية منذ القرن الرابع الميلادي، وتم ترفيعها إلى مرتبة أسقفية ومن أساقفتها المشهورين «ماركوس» من القرن الرابع الميلادي، و«مالخوس» من القرن الخامس، يذكرها «جورجيوس كبريوس» مع مدينة نوى. ويقال ان بولس الرسول الذي هرب من دمشق قد اختبأ بها واحتمى بسلطتها وتنقل فيها لمدة ثلاث سنوات.
وسماها في رسالته (أرض العرب) لينشر تعاليم المسيحية، في قرى اللجاة وقرى بصرى وبادية حوران. تؤكد الكتابات القديمة بأن أهل مدينة المسمية كانوا من الأثرياء في إحدى الحقب حيث انهم كانوا يملكون أراض ومقاطعات خارج حدود مدينتهم.
تم الاعتماد على بعض الينابيع الطبيعية في المدينة لسد حاجاتها، ونقلت إليها أيضا كميات من مياه قرية الشرايع الواقعة للغرب منها بحوالي2,5كم. ولا تخرج في طراز العمارة عن مواقع اللجاة من حيث الاعتماد على لحجر البازلتي الأسود في بنائها المعماري.

## القلعة
مساحة كبيرة عمارة متقنة قناطر وأقواس مرتكزة على أعمدة وتيجان كورنثنية صدر البناء عبارة عن حنية نصف دائرية كبيرة الحجم يعلوها شكل صدفي وسط أقواس نصف دائرية تتوالى امتداداً باتجاه الأمام مع أقواس بمحاريب من كافة الجهات وهو يشابه لحد ما لمعبد الآلهة تيكة في خبب والصنمين المماثل له بفترة البناء.
في عهد الأحتلال العثماني في أواخر القرن التاسع عشر الميلادي حول الأتراك القلعة إلى مخفر عثماني (كركون) وذلك عن طريق هدمه بشكل كامل ثم إعادة بنائه بطراز متكرر بالاعتماد على عناصر البناء السابق وجلب عناصر أخرى من محيط الموقع، والبناء مستطيل الشكل مؤلف من طابقين أبعاده 45×18م حيث تتوزع الغرف على حهاته الثلاث باستثناء الجهة الجنوبية.وللقلعة مدخلين واحد من الجنوب والآخر من الشمال يقود عبر درج حجري للطابق الثاني أبعاد كل مدخل 2.5×3>